# Алтайский сельсовет (Табунский район)
Алтайский сельсовет — сельское поселение в Табунском районе Алтайского края Российской Федерации.
Административный центр — село Алтайское.

## История
Статус и границы сельского поселения установлены Законом Алтайского края от 2 декабря 2003 года № 64-ЗС «Об установлении границ муниципальных образований и наделении их статусом сельского, городского поселения, городского округа, муниципального района».

## Население
| 1997  | 1998  | 1999  | 2000  | 2001  | 2002  | 2003  | 2004  | 2005  | 2006  |
| ----- | ----- | ----- | ----- | ----- | ----- | ----- | ----- | ----- | ----- |
| 2185  | ↘2129 | ↗2158 | ↘2126 | ↘1952 | ↘1872 | ↗2000 | ↘1913 | ↗1953 | ↗1989 |
| 2007  | 2008  | 2009  | 2010  | 2011  | 2012  | 2013  | 2014  | 2015  | 2016  |
| ↘1973 | ↘1914 | ↗1969 | ↘1729 | ↘1722 | ↗2040 | ↗2048 | ↘1995 | ↘1974 | ↘1950 |
| 2017  | 2018  | 2019  | 2020  | 2021  |       |       |       |       |       |
| ↘1935 | ↗1938 | ↘1915 | ↘1914 | ↘1892 |       |       |       |       |       |

По результатам Всероссийской переписи населения 2010 года, численность населения муниципального образования составила 1729 человек, в том числе 815 мужчин и 914 женщин. 

## Состав сельского поселения
| № | Населённый пункт | Тип населённого пункта       | Население |
| - | ---------------- | ---------------------------- | --------- |
| 1 | Александровка    | село                         | ↘214      |
| 2 | Алтайское        | село, административный центр | ↗1428     |
| 3 | Граничное        | село                         | ↘32       |
| 4 | Камышенка        | село                         | ↘240      |
| 5 | Новокиевка       | село                         | ↗134      |